# Житна
Житна (пол. Żytna, нім. Zyttna) — село в Польщі, у гміні Лиски Рибницького повіту Сілезького воєводства.
Населення — 565 осіб (2011).
У 1975-1998 роках село належало до Катовицького воєводства.

## Демографія
Демографічна структура станом на 31 березня 2011 року:
|          | Загалом | Допрацездатний вік | Працездатний вік | Постпрацездатний вік |
| -------- | ------- | ------------------ | ---------------- | -------------------- |
| Чоловіки | 289     | 54                 | 205              | 30                   |
| Жінки    | 276     | 42                 | 177              | 57                   |
| Разом    | 565     | 96                 | 382              | 87                   |